# Фильчаков, Михаил Иванович
Михаил Иванович Фильчаков (1 июля 1910, Любицк, Самарская губерния — 16 сентября 1987) — советский военнослужащий, участник Великой Отечественной войны, полный кавалер ордена Славы, разведчик-наблюдатель батареи 120-мм миномётов 170-го гвардейского стрелкового полка, гвардии ефрейтор — на момент представления к награждению орденом Славы 1-й степени.

## Биография
Родился 1 июля 1910 года в деревне Любицк (ныне — Пугачёвского района Саратовской области). Работал слесарем на Астраханском деревообрабатывающем комбинате. В 1932—1933 годах проходил срочную службу в Красной Армии. В 1939 году приехал в город Фрунзе.
В январе 1942 года был вновь призван в армию Фрунзенским городским военкоматом. С марта 1942 года — в действующей армии. Воевал на Юго-Западном, 3-м Украинском и 1-м Белорусском фронтах. Форсировал реки Северский Донец, Днепр, Южный Буг, Днестр, Вислу и Одер. Освобождал Одессу, сражался под Варшавой, штурмовал Берлин. Весь боевой путь прошёл в составе батареи 120-мм миномётов 170-го гвардейского стрелкового полка 57-й гвардейской стрелковой дивизии сначала заряжающим, затем разведчиком-наблюдателем.
19 мая 1944 года в боях за расширение плацдарма на правом берегу реки Днестр гвардии ефрейтор М. И. Фильчаков под сильным артиллерийско-миномётным огнём выявил ряд огневых точек врага. По сообщённым им координатам были подавлены 3 пулемётные точки. Из личного оружия в боях истребил 8 солдат. Приказом командира 57-й гвардейской стрелковой дивизии от 20 мая 1944 года гвардии ефрейтор Фильчаков Михаил Иванович награждён орденом Славы 3-й степени.
6 февраля 1945 года при отражении танковой атаки в районе населённого пункта Монщнов гвардии ефрейтор М. И. Фильчаков в составе группы бойцов, замаскировавшись и подпустив танки на близкое расстояние, из автомата расстрелял вражеских десантников на 2 танках и захватил в плен офицера. Приказом по войскам 8-й гвардейской армии от 17 марта 1945 года гвардии ефрейтор Фильчаков Михаил Иванович награждён орденом Славы 2-й степени.
16 апреля 1945 года в бою у Зееловских высот гвардии ефрейтор М. И. Фильчаков разведал расположение артиллерийских батарей и пулемётных точек противника. По его целеуказаниям были подавлены батарея противотанковых орудий и 3 пулемёта, накрыто миномётным огнём большое количество живой силы противника. Захваченным у врага фаустпатроном М. И. Фильчаков поджёг штурмовое орудие.
За всю войну он ни разу не был ни ранен, ни контужен. В 1945 году старшина М. И. Фильчаков был демобилизован.
Указом Президиума Верховного Совета СССР от 15 мая 1946 года за исключительное мужество, отвагу и бесстрашие в боях с вражескими захватчиками гвардии ефрейтор Фильчаков Михаил Иванович награждён орденом Славы 1-й степени. Стал полным кавалером ордена Славы.
Жил в городе Астрахань. Работал слесарем в ремонтно-механическом цехе модельно-деревообрабатывающего объединения. Умер 16 сентября 1987 года.
Награждён орденами Отечественной войны 1-й степени, Славы 1-й, 2-й и 3-й степени, медалями, в том числе «За отвагу», «За боевые заслуги».